# Ludwig Bölkow Campus

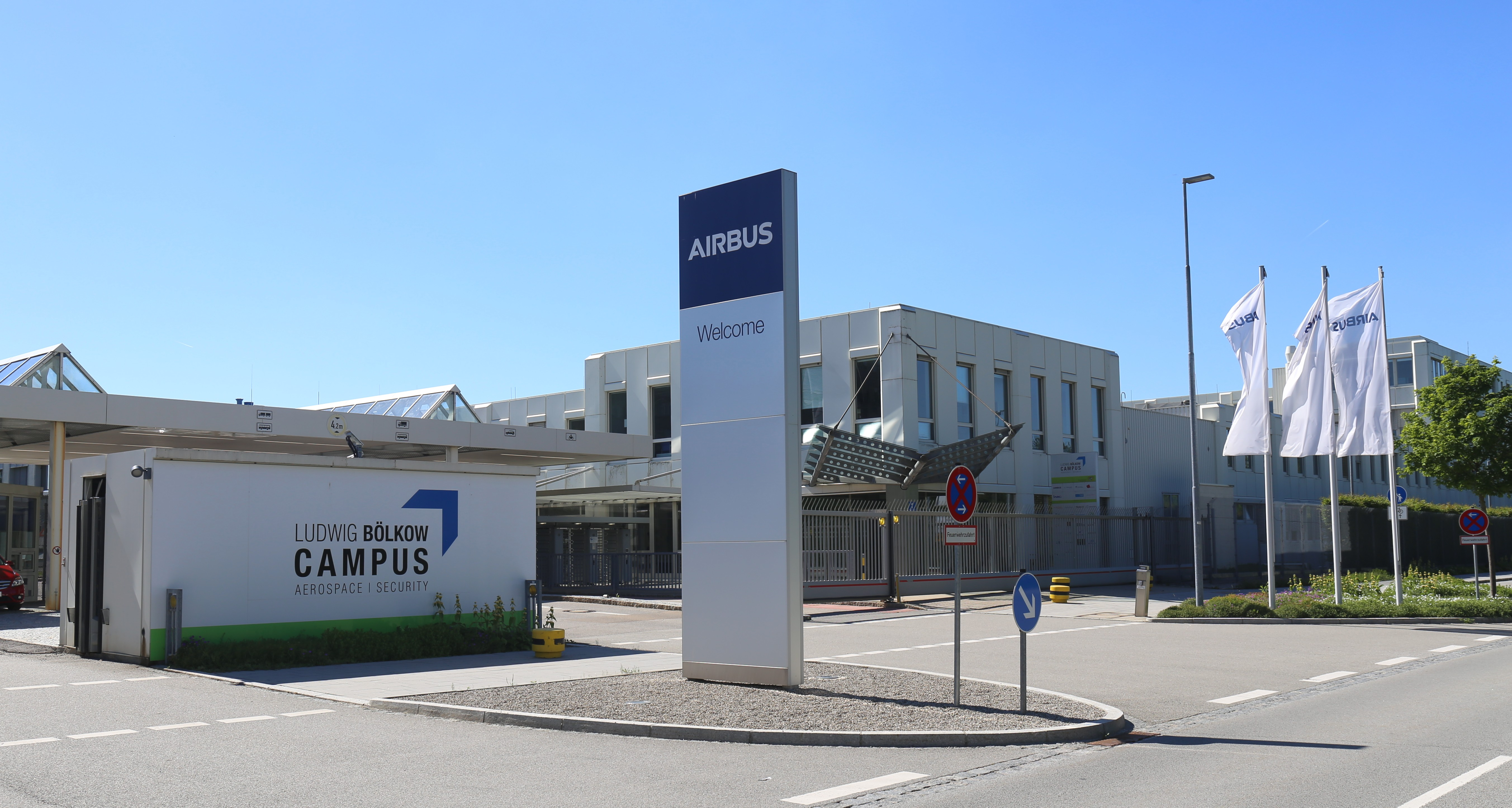
Ludwig Bölkow Campus

Der Ludwig Bölkow Campus (kurz LBC) ist ein Forschungs- und Technologiestandort für Industrie und Wissenschaft auf dem Gebiet der Luft- und Raumfahrt sowie der Sicherheitstechnologie in Taufkirchen an der Gemeindegrenze zu Ottobrunn südöstlich der bayerischen Landeshauptstadt München. Er wurde im März 2012 gegründet und ist nach dem deutschen Ingenieur und Unternehmer Ludwig Bölkow benannt. Er ist Standort der Fakultät für Luftfahrt, Raumfahrt und Geodäsie der Technischen Universität München.

## Lage und Anbindung
Das Gelände liegt im Gewerbegebiet Südost Hochtechnologie zum Großteil auf dem Gemeindegebiet von Taufkirchen. Die Grenze zwischen den beiden Kommunen Taufkirchen und Ottobrunn verläuft durch das Gewerbegebiet entlang der Christa-McAuliffe-Straße, anschließend entlang der Lise-Meitner-Straße, Caroline-Herschel-Straße und schließlich Einsteinstraße. Im Norden und Nordosten grenzt das Gewerbegebiet an den Sportpark beziehungsweise das Wohngebiet Ottobrunns, im Süden an das Gewerbegebiet von Brunnthal, von dem es durch die Bundesstraße 471 getrennt ist. Im Westen endet das Gelände an der Ludwig-Bölkow-Allee, etwa 1,7 km weiter liegen die Wohngebiete Taufkirchens. Angebunden ist der Campus neben der Bundesstraße 471 auch durch die Bundesautobahn 8 (Anschlussstelle Taufkirchen-Ost) im Westen sowie die Bundesautobahn 99 (Anschlussstelle Ottobrunn) südlich des Brunnthaler Gewerbegebiets.
Ferner werden das Gelände und seine unmittelbare Umgebung durch mehrere Buslinien an den Stationen Einsteinstraße, Hugo-Junkers-Straße, Lilienthalstraße, Marie-Curie-Straße und Willy-Messerschmitt-Straße bedient. Im Gespräch ist ein Ausbau der Münchner U-Bahn-Linie U5, die derzeit noch am Bahnhof Neuperlach Süd innerhalb der Stadt endet. In Betracht gezogen wurden sechs, im Dezember 2019 noch drei unterschiedliche Trassen mit jeweils vier neu zu bauenden Stationen, die alle auf dem Campus enden würden. Auch eine Luftseilbahn entlang der Bundesstraße 471 wurde als weitere Möglichkeit zur Anbindung in Erwägung gezogen. Notwendig ist ein Ausbau des örtlichen öffentlichen Personennahverkehrs angesichts des geplanten Baus der größten Fakultät für Raumfahrt in Europa, aufgrund dessen die bisherige Anbindung Ottobrunns beziehungsweise des Gewerbegebiets Südost Hochtechnologie durch Busse sowie die S-Bahnlinie S7 nicht mehr ausreichen wird.

## Betrieb
An dem Campus sind verschiedene Unternehmen und wissenschaftliche Einrichtungen angesiedelt. Ein Kernstück der Aktivitäten ist einem hauseigenen Flugblatt zufolge „die gezielte Umsetzung von Forschungsergebnissen in marktreife Produkte“; um diesen Weg abdecken zu können, wird die Ansiedelung von Spin-off- und Start-up-Unternehmen auf dem Campus gefördert. Seit 2014 ist auf dem Campus eine Außenstelle des Business Incubation Centre der Europäischen Weltraumorganisation ansässig. Verantwortlich für den Betrieb des Campus sind als Vertretung der industriellen Partner die Ludwig Bölkow Campus GmbH – ein Gemeinschaftsunternehmen von Airbus, IABG und Siemens – sowie der Verein Munich Aerospace als Vertretung der wissenschaftlichen Partner. Dies sind das Bauhaus Luftfahrt, das Deutsche Zentrum für Luft- und Raumfahrt, die Hochschule für angewandte Wissenschaften München, die Technische Universität München und die Universität der Bundeswehr München.
Seit 2015 ist der Campus Standort des dualen Studiengangs „Aeronautical Engineering“ der Universität der Bundeswehr, in dem Piloten der Bundeswehr ausgebildet werden. Ebenfalls 2015 wurde das von der Technischen Universität in Kooperation mit der Airbus Group erbaute „Algentechnikum“ eröffnet. Damit sollen effiziente Verfahren erforscht werden, die der Produktion von Biokerosin und chemischen Wertstoffen aus Algen dienen. Im April 2018 kündigte der bayerische Ministerpräsident Markus Söder die Ansiedelung einer neuen Fakultät der Technischen Universität auf dem Campus als Teil des Raumfahrtprogramms Bavaria One an:

„Bayern muss an der Spitze des Fortschritts bleiben. Wer sich ausruht, fällt zurück. Wir haben den Mut zu futuristischen und visionären Vorhaben. Dazu machen wir die Raumfahrt wieder zu einer bayerischen Schlüsseltechnologie und gründen eine eigene Fakultät an der TU in Ottobrunn. Im Mittelpunkt steht dabei das neue bayerische Raumfahrtprogramm ‚Bavaria One‘. Ziel ist die Entwicklung unbemannter, suborbitaler Flugkörper, Erdbeobachtung und Quantensensorik.“

Der Freistaat Bayern unterstützt das Programm mit Investitionen in Höhe von zunächst 700 Millionen Euro, ausgelegt auf vier Jahre ab 2019. Entstehen soll die größte Fakultät für Raumfahrt in Europa. Am 18. Juli 2018 stimmte der Hochschulrat der Technischen Universität einem Gründungsbeschluss vom 9. Mai 2018 zu, womit die Gründung der „Fakultät für Luftfahrt, Raumfahrt und Geodäsie“ mit Hauptsitz in Taufkirchen beziehungsweise Ottobrunn endgültig feststand. Im Endausbau soll sie mehr als 55 Professuren umfassen. Die Fakultät ging zum Wintersemester 2019/20 mit zunächst einem Bachelor- und vier Masterstudiengängen in Betrieb.